# جسر شهارة
جسر شهارة هو جسر اعتاد السياح والزوار لمدينة شهارة على زيارته لاعتباره أهم معالم المدينة، بني في عام 1323 هجرية - 1905 ميلادية من قبل الاسطى صالح عبدالله السوادي وقد أقيم على أخدود شديد الانحدار ليربط بين جبلين شاهقين هما جبل شهارة الفيش وجبل شهارة الأمير ويبلغ طول الجسر 20 متراً وعرض 3 أمتار ويقع الجسر على هوة أخدود عميق يصل عمقها إلى أكثر من /300/ متر، وقد كانت الطريق بين الجبلين تستنزف الكثير من الوقت والإرهاق والجهد والتعب والذي كان الأهالي يلجأون إلى النزول حتى أسفل الأخدود الفاصل بين الجبلين ثم الصعود إلى الجبل التالي، كما كان يستحيل نقل الماشية والبضائع الاستهلاكية بين الجبلين لصعوبة انحدار الأخدود وجاء الجسر ليمد سرات الحياة والتعايش بين أهالي الجبلين بكل يسر وسهولة وقرب.

## الأسطى صالح عبدالله الظرافي
ورد في الروايات أن الذي قام ببنائه وتصميم تركيبته الفنية والهندسية والمعمارية هو الأسطى صالح الذي عرفه الناس بهذا الاسم في العام 1905م وقد قيل في بعض الروايات أن الأسطى صالح عبدالله السوادي أصيب بهوس وجنون بعد أن انتهى من بناء الجسر حيث لم يستوعب عقله أنه قام بإنجاز شبه مستحيل تمثل في بناء الجسر بهذا الشكل بدون استخدام لأي من الوسائل الحديثة التي تستخدم في عصرنا الحالي.

## تكلفة الجسر
تشير المعلومات المحلية إلى أن بناء الجسر استغرق نحو ثلاث سنوات تقريباً وأن تكلفته بلغت حوالي مائة ألف ريال ذهب (ريال فرانصي) العملة المتداولة آنذاك وهو مبلغ هائل في حينه ويعتبر الجسر تحفة معمارية رائعة وعملاً هندسياً عظيماً، حيث يمتاز بطابع معماري فريد ونوعي على مستوى الجزيرة العربية من حيث الدقة والتكوين والبناء والإنشاء الملائم والطبيعة الجبلية والصخرية الشديدتين ولهذا توالى السياح الأجانب والمحليين والعرب لزيارة هذا المكان والمعلم الحضاري والتاريخي الذي يعد روعة وآية في الجمال الفني والأعجاز العلمي القديم.

## صور

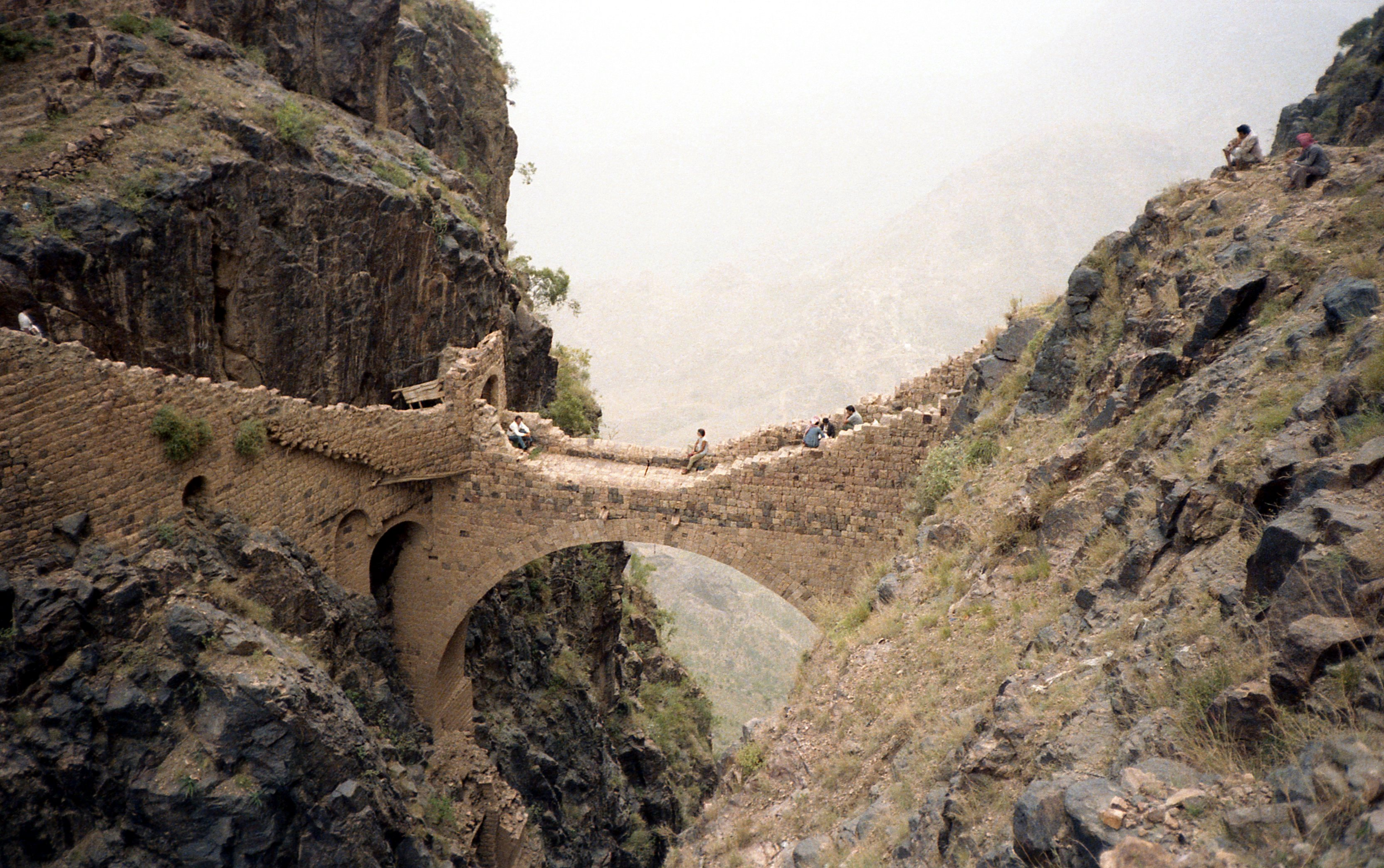
صورة للجسر
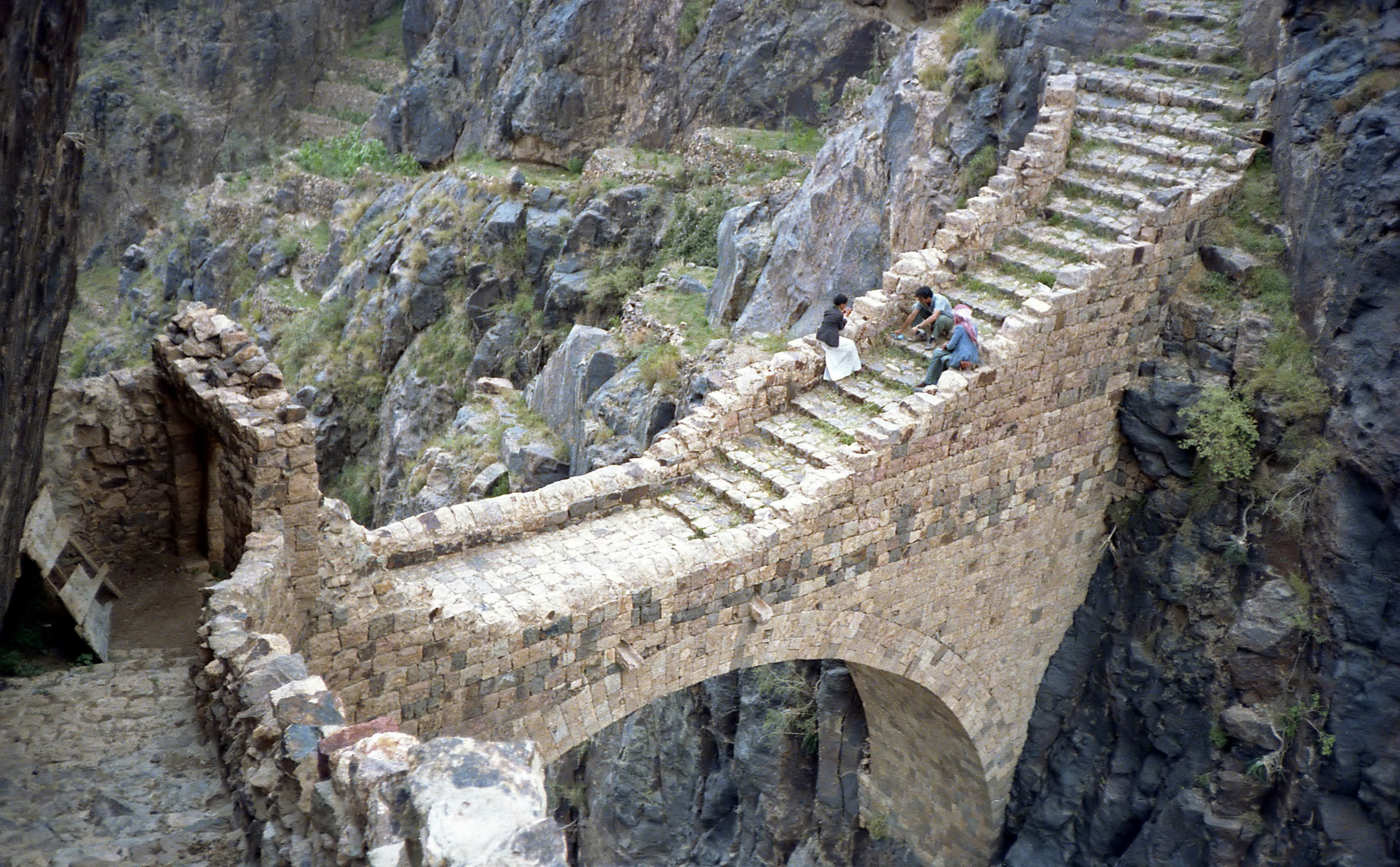
صورة للجسر من الأعلى
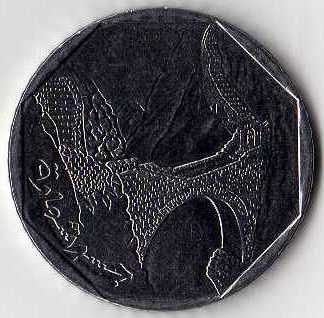
نقش الجسر في عملة معدنية فئة 10 ريال يمني

## وصلات خارجية
- المركز الوطني للمعلومات (اليمن)